# Sarkomer
Sarkomerer, sammandragande enhet i hjärt- och skelettmuskulatur som gör det möjligt för muskeln att dra ihop sig. Sarkomerer finns i myofibriller som i sin tur är paketerade inuti muskelfibrer, som var och en utgör en cell.
Sarkomerer består av fyra filament: aktin, myosin, tropomyosin och troponin. 
- Aktin: Långa filamentösa polymerer (F-aktin) som består av två slingor av globulära proteinmonomerer (G-aktin). Har polaritet och inte alla har åt samma håll.
- Tropomyosin: En lång tunn molekyl, ca 40 nm lång. Innehåller två polypetidkedjor. Dessa kedjor bildar filament som ligger utanpå aktinsubenheternas fåror.
- Troponin: Ett komplex av tre subenheter: TnT, som binder starkt till tropomyosin; TnC, som binder kalciumjoner; och TnI, som hämmar aktin-myosininteraktion. Ett troponinkomplex fäster på varje tropomyosinmolekyl.
- Myosin: Består av två identiska tunga kedjor och två lätta kedjor. De tunga kedjorna sitter hoptvinnade. Små globulära projektioner på varje sida av en tung kedja bildar huvudena som har ATP-bindningsplatser, enzymatisk förmåga att hydrolysera ATP (ATPase activity) och förmåga att binda till aktin.

- A-band: Blandat myosin och aktin. Aktinet fäster på Z-linjen.
- I-band: Den del av sarkomeren där det bara finns aktin (tunna filament).
- H-band: Endast myosin (i mitten av sarkomeren).
- M-linjen: Laterala förbindelser mellan myosin. De består till stor del av proteinet kreatinkinas.  Kreatinkinas katalyserar överföringen av en fosfatgrupp från fosforkreatin till ADP och bidrar därför med ATP till muskelkontraktion.